# 올가 발레리아노브나 팔레이
올가 발레리아노브나 팔레이(Olga Valerianovna Paley, 1865년 12월 2일 ~ 1929년 11월 2일)는 러시아 대공 파벨 알렉산드로비치의 두 번째 부인이었다.